# 萊克維尤 (亞利桑那州)
萊克維尤（英語：Lakeview）是位於美國亞利桑那州可可尼諾縣的一個非建制地區。該地的面積和人口皆未知。

## 地理
萊克維尤的座標為34°54′33″N 111°26′50″W / 34.90917°N 111.44722°W，而該地的平均海拔高度為2185米（即7169英尺）。